# Cornuchariesthes albomaculata
Cornuchariesthes albomaculata – gatunek chrząszcza z rodziny kózkowatych i podrodziny zgrzypikowych. Jedyny przedstawiciel rodzaju Cornuchariesthes.

## Zasięg występowania
Afryka Południowa, Występuje w Namibii.